# Černá v Pošumaví
Černá v Pošumaví là một làng thuộc huyện Český Krumlov, vùng Jihočeský, Cộng hòa Séc.